# リフレイン (三代目J Soul Brothersの曲)
「リフレイン」は、三代目 J Soul Brothersの通算5枚目のシングルである。2011年11月9日にrhythm zoneから発売された。

## 概要
- 「CD+DVD」と「CDのみ」の2形態発売で、それぞれジャケット写真が異なる。2作目のアルバム『TRIBAL SOUL』からの先行シングルであり、「リフレイン」「NEW WORLD」とともに同アルバムに収録されている。
- DVDには「リフレイン」のミュージック・ビデオと、『二代目J Soul Brothers VS 三代目J Soul Brothers Live Tour 2011 〜EXILE TRIBE〜』のさいたまスーパーアリーナ公演で披露された「FIGHTERS」のライブ映像を収録。

## 収録曲

### CD
1. リフレイン [4:47]
作詞：秋元康、作曲・編曲：中野雄太
  - H.I.S.「ヨーロッパ編」CMソング。
  - 日本テレビ系『スッキリ!!』11月度エンディングテーマソング。
2. NEW WORLD [3:28]
作詞：P.O.S.、作曲：BACHLOGIC, FAST LANE, JOVEEK MURPHY、編曲：BACHLOGIC
  - ABCマート「三代目J Soul Brothers x VANS Boots Sneaker」CMソング。
  - PS3用ソフト『無双OROCHI 2』CMソング。
3. リフレイン（Instrumental）
4. NEW WORLD（Instrumental）

### DVD
1. リフレイン（Music Video）
2. FIGHTERS（LIVE / 二代目 J Soul Brothers VS 三代目 J Soul Brothers Live Tour 2011 ～EXILE TRIBE～ @SAITAMA SUPER ARENA）

## 収録アルバム
| 収録アルバム          | 楽曲       | 曲順 |
| --------------------- | ---------- | ---- |
| TRIBAL SOUL           | NEW WORLD  | 2    |
| TRIBAL SOUL           | リフレイン | 5    |
| THE BEST/BLUE IMPACT  | リフレイン | 7    |
| THE JSB WORLD(DISC-1) | リフレイン | 6    |
| THE JSB WORLD(DISC-1) | NEW WORLD  | 7    |